# Reggiane Re.2001
Reggiane Re.2001 Falco II byl italský jednomotorový jednomístný celokovový stíhací letoun, který vznikl vývojem z typu Reggiane Re.2000.

## Historie
Roku 1939 bylo rozhodnuto adaptovat kvalitní drak letadla Reggiane Re.2000 pro výkonnější, invertní kapalinou chlazený řadový dvanáctiválcový motor RA-1000RC-41/Ia, což byl v Itálii licenčně vyráběný Daimler-Benz DB-601 A-1 o výkonu 1175 k. Zástavba proběhla úspěšně a stroj (sériové číslo M.M.409) zalétaný na letišti Regio Emilio pilotem Pietro Scapinellim v červnu 1940 dosahoval rychlosti 563 km/h. Na žádost ministerstva letectví byl druhý prototyp (M.M.408) dohotoven s novým třínosníkovým křídlem, upravenou elektroinstalací a pevným nezatažitelným ostruhovým kolem. V únoru 1941 se rozběhla výroba deseti předsériových letounů (M.M.8071-8080), které byly dodávany mezi říjnem a listopadem.
Zdárný průběh zkoušek však přerušila havárie druhého prototypu, při které zahynul pilot Pietro Scapinelli. Souběžně s výrobou předsériových strojů probíhala výroba prototypu Re.2001bis (M.M.538) s přepracovaným křídlem se zapuštěnými bloky chladičů. Dodávky německých motorů však vázly a vedly k omezování objednávky, což také vedlo k tomu, že k lednu 1942 bylo dohotoveno pouze 53 kusů Re.2001 Falco II. Bylo proto rozhodnuto vestavět do draku letounu M.M.9920 italský invertní vzduchem chlazený dvanáctiválec Isotta Fraschini Delta RC-16/48 o výkonu 840 k. Takto upravená verze vzlétla 12. září 1942. Během zkoušek 27. ledna 1943 se však motor vzňal a pilot Beretta se při nouzovém opuštění letounu zachránil na padáku, prototyp byl ovšem kompletně zničen.
Rozestavěné draky typu Reggiane Re.2001 byly použity pro některé nové varianty - např. dva palubní Re.2001OR se zesíleným trupem, záchytným hákem a upraveným podvozkem, nebo stíhací bombardér Re.2001CB s možností nosit pod trupem pumu do hmotnosti 250 kg či přídavnou nádrž. Poslední vyráběnou verzí byl Re.2001CN (M.M.90751-90800), noční stíhací letoun s výzbrojí dvěma kanóny Mauser MG 151/20 ráže 20 mm. Stroje s bohatším navigačním a komunikačním vybavením byly dodávány mezi březnem a červencem 1943. Vznikl také jeden Re.2001H jako bitevní protitankový letoun. Re.2001G/H byla v jednom prototypu postavená torpédová varianta.

## Nasazení

Reggiane Re.2001 Falco II, 150a Squadriglia, 2° Gruppo, 6° Stormo Regia Aeronautica, Ravenna, 1942

Re.2001, předané Regia Aeronautica, byly nejdříve dodány ke školním a výcvikovým střediskům a do bojů zasáhly až v únoru 1942 na Sicílii. Re.2001 postupně převzala 2., 22., 24., 59., 60., 160. a 167. Gruppo di Caccia. Jejich hlavním úkolem byl doprovod bombardérů nad Maltu. Zde se střetávaly především s letouny Supermarine Spitfire Mk.V a Hawker Hurricane Mk.II.
Dva zkušební stroje s nosností 640 kg pum se ve stavu 2. stíhací skupiny zúčastnily 12. srpna 1942 náletu na britskou letadlovou loď HMS Victorious. Oba letouny zasáhly palubu, ale pumy neexplodovaly a sklouzly do moře.
Oblastí působnosti 22. stíhací skupiny se stroji Re.2001 byla Sardinie.
Noční stíhací Re.2001CN operovaly převážně u jednotek v severní Itálii, kde bojovaly v rámci 59. a 60. stíhací skupiny proti bombardovacím letounům Royal Air Force Handley Page Halifax, Short Stirling a Avro Lancaster. Zařazeny byly rovněž k jednotce 167. Gruppo s úkolem chránit italská města.
Část letounů Re.2001 160. stíhací skupiny působila také z ostrova Korsika. Ke dni italské kapitulace zůstaly ve stavu italského letectva 73 letouny Re.2001 všech verzí.
Po přechodu Itálie na stranu spojenců se stroje Falco II zapojily do akcí proti Němcům na Balkánském poloostrově.
Po válce zůstalo ve službě pět Re.2001 – dva u spojovací jednotky v Římě a tři u Meteorologického výzkumného střediska v Benátkách-Lidu. Celkem bylo postaveno 243 kusů.

## Specifikace

Reggiane Re.2001

### Technické údaje
- Osádka: 1
- Rozpětí: 11,00 m
- Délka: 7,99 m
- Výška: 3,20 m
- Nosná plocha: 20,40 m²
- Hmotnost prázdného letounu: 2095 kg
- Vzletová hmotnost: 2850 kg
- Pohonná jednotka: 1 × invertní dvanáctiválcový vidlicový motor Alfa Romeo R.A. 1000 Monsone

### Výkony
- Maximální rychlost: 563 km/h
- Cestovní rychlost: 430 km/h
- Min. rychlost: 120 km/h
- Výstup do 6000 m: 8 min
- Dostup: 10 500 m
- Dolet: 1300 km

### Výzbroj
- 2 × kulomet Breda SAFAT ráže 12,7 mm
- 2 × kulomet ráže 7,7 mm